# Kafr Takharim
Kafr Takharim (tiếng Ả Rập: كفر تخاريم, cũng đánh vần là Kafar Takhareem hoặc Kfar Takharam) là một thị trấn ở tây bắc Syria, một phần hành chính của Tỉnh Idlib, nằm ở phía bắc Idlib. Các địa phương gần đó bao gồm Harem ở phía bắc, Salqin ở phía tây bắc, Abu Talha ở phía tây và Armanaz ở phía nam. Theo Cục Thống kê Trung ương Syria, Kafr Takharim có dân số 10.084 trong cuộc điều tra dân số năm 2004. Thị trấn cũng là trung tâm hành chính của Kafr Takharim nahiyah, bao gồm chín ngôi làng với dân số kết hợp là 14.772. Cư dân của nó chủ yếu là người Hồi giáo Sunni.
Ibrahim Hananu, người theo chủ nghĩa dân tộc Syria, người lãnh đạo cuộc kháng chiến chống Pháp ở vùng Aleppo năm 1919, sinh ra ở Kafr Takharim. Thị trấn mà Hananu đã đại diện trong Quốc hội Syria, sẽ đóng vai trò là căn cứ cho cuộc nổi dậy của ông. Năm 1958, hội đồng thành phố của Kafr Takharim đã được thay thế bởi một ủy ban thành phố do chính phủ chỉ định.
Kafr Takharim đã chứng kiến các cuộc biểu tình chống chính phủ và đã trải qua bạo lực nhiều lần trong cuộc nổi dậy Syria đang diễn ra chống lại chính phủ Bashar al-Assad. Vào ngày 1 tháng 8 năm 2011, các nhà hoạt động đối lập từ Ủy ban Điều phối Địa phương Syria đã báo cáo rằng hơn 175 người trong thị trấn đã bị bắt và đánh đập công khai trước khi được gửi đến các nhà tù của các chi nhánh an ninh khác nhau trong các cuộc đột kích tại nhà do lực lượng an ninh và dân quân chính phủ thực hiện. Từ tháng 2 năm 2012, Kafr Takharim đã nằm dưới sự kiểm soát của Quân đội Syria Tự do (FSA) đối lập. Vào ngày 1 tháng 10 năm 2012, ba phiến quân đã bị giết tại Kafr Takharim trong các cuộc đụng độ vũ trang với Quân đội Syria.